# 사카키 (아즈망가대왕)
사카키(榊, 이름은 작품에서 등장하지 않음, 사카키산(さかきさん)으로도 불림, 한국어 더빙판은 이태희)는 일본의 애니메이션과 만화 시리즈 《아즈망가 대왕》에 등장하는 인물이다. 성 사카키는 신토에서 신성하게 여기는 상록수 이름으로, 신사 내에서 자주 찾아볼 수 있다.
도다야마 가즈히사의 《논문의 교실[리포트에서 졸업논문까지](論文の教室[レポートから卒論まで])》에서 콰인을 비판하는 철학자로 카메오 출연을 한다. 이 책에는 아즈망가 대왕의 다른 등장인물들도 함께 출연한다.

## 인물
키가 크며 말이 별로 없고, 자신의 키와 체형에 대해 불편하게 생각한다. 수줍음이 많기 때문에 말을 거의 하지 않으며 이러한 과묵함이 타고난 운동 재능과 결합되어 종종 다른 사람들에게 '터프하다' '신비롭다' '멋있다'로 잘못 해석된다. 카오린이 열렬히 사모하는 대상이기도 하다. 다른 학생들이 그녀를 생각하는 것과는 반대로 사카키는 운동에 별로 관심이 없으며 귀여운 동물이나 물건을 매우 좋아한다. 소극적인 성격과는 달리 친구들과 친하게 지내고 싶어하며, 친구들의 무리에 끼이고 싶어한다. 카오린이 자신을 추종하는 것을 알지만, 별다른 반응을 보이지 않는다.
진짜 및 봉제 인형을 가리지 않고 귀여운 동물을 좋아한다(자신이 가지고 있는 인형들에 어린 아이들의 이름을 붙였다). 사카키가 곰을 좋아하는 것을 모르고 요미는 사카키에게 곰 스튜를 선물하고, 사카키는 공포에 질린다. 특별히 고양이를 좋아하지만, 그녀의 어머니가 동물 알레르기가 있기 때문에 집에서 키우지 못한다. 불행히도 고양이들은 이유 없이 사카키를 싫어한다. 대표적인 고양이는 '가미네코(깨무는 고양이)'라는 잿빛 고양이로, 그녀를 끌어들인 뒤 깨물기를 즐긴다. 카구라는 고양이들이 사카키의 손에서 생선 냄새를 맡기 때문이라고 생각한다. 만화 내 한 에피소드에 따르면, 고양이들은 사카키가 자신들에게 적의를 품고 접근한다고 의심한다.
오키나와로 수학여행을 가서, 최초로 자신을 따르는 이리오모테 고양이와 만나게 된다. 이후 그 고양이의 엄마가 차에 치여 죽은 뒤 이리오모테는 사카키를 찾아 도쿄까지 올라온다. 사카키는 이리오모테가 자신을 찾아 온 사실에 감격하며, '마야'라는 이름을 붙여주며 함께 지내게 된다. 마야는 가미네코가 이끄는 적의에 가득찬 고양이 무리들이 치요와 사카키를 위협하려는 순간 등장한다. 야생 동물이 지닌 '전투적 기운'에 압도되어, 고양이들은 뒤로 물러선 뒤 흩어진다. 사카키의 어머니가 동물 알레르기가 있기 때문에, 마야는 치요의 집에 잠시 머무른다.
유난히 가슴이 크며 장신이다.(만화에서 그녀의 키는 174센티미터로 나오며, '여전히 자라고 있는 중'이라고 한다. 이는 일본 고등학교 여학생들치고는 드물게 큰 것이다) 또한 사카키는 자신의 신체에 대해 많이 의식을 한다. 애니메이션에서 오사카는 사카키의 큰 가슴을 보고 그녀를 '미국 사람'으로 부른다(애니메이션 4화의 탈의실 장면에서, 요미처럼 가슴 크기가 중간인 부류를 '하와이 사람'이라고 하며, 오사카와 토모처럼 가슴이 없는 부류를 '일본 사람'으로 부르는 장면이 나온다).
주변에서 자신을 '멋지다'라고 여기는 것을 부담스러워하며, '귀엽다'라고 평가받고 싶어한다. 종종 치요 및 애완견 타다키치(그레이트 피레네 종)와 함께 있는다. 은밀하게 치요처럼 귀여운 외모를 갖고 싶어하며, 그렇게 함으로써 공개적으로 귀여운 것에 관심을 가질 수 있을 것으로 생각한다.(반대로 치요는 사카키처럼 되고 싶어하며 그렇게 되면 사람들이 자신을 조그맣다거나 귀엽다는 등 어린아이로 취급하지 못할 것으로 생각한다) 가끔 꿈에서, 자신을 치요의 아버지라고 말하는, 고양이 비슷한 떠 다니는 의문의 생명체와 만나기도 한다.
크리스마스 에피소드에서 가라오케로 자신의 캐릭터송 《마음은 소녀로 낙하산(心は小女でパラシュ―ト)》을 부르며, 멋진 가창력에 나머지를 감탄케 한다.
3학년 말에 수의학 대학교에 진학하기로 결심한다. 집에서 학교가 멀리 떨어진 사실에 부담감을 느꼈기 때문에 학교 근처에 집을 사기로 했으며, '자신의 고양이'를 키울 수 있다는 사실에 기뻐한다.

## 성우
TV 시리즈 및 극장판아사카와 유
한국어판이명선
영어판크리스틴 아우텐
《아즈망가 웹 대왕》에서 대사가 없고 다른 친구들이 벌이는 사건에 참여하지 않기 때문에 사카키를 담당한 일본 성우는 한 명이다.

## 캐릭터송
- 《心は小女でパラシュ―ト》 하타 아키 작사, 이토 마스미 작곡
- 《魔法猫に會える日は》 하타 아키 작사, 이토 마스미 작곡